# Phaonia mogii
Phaonia mogii este o specie de muște din genul Phaonia, familia Muscidae, descrisă de Shinonaga și Hiromu Kurahashi în anul 2006. Conform Catalogue of Life specia Phaonia mogii nu are subspecii cunoscute.